# José Llaneces
José San Bartolomé Llaneces (Madrid, 10 de septiembre de 1864-Madrid, 10 de diciembre de 1919) fue un pintor y escultor español.

## Biografía

### Primeros años
Nació en la calle Cervantes de Madrid, en la misma casa donde viviera el poeta y dramaturgo Lope de Vega en el siglo XVII. De origen muy humilde y huérfano de padre a edad muy temprana, en su infancia solo llegó a recibir instrucción en la escuela primaria, al mostrar muy poca predisposición para los estudios. Destacaba sin embargo en su habilidad e interés por la pintura y el dibujo, por lo que fue matriculado en las clases nocturnas de la Sección I de la Escuela de Artes y Oficios de Madrid mientras que, por el día y para ayudar a la economía familiar, le colocaron de aprendiz, con apenas once años de edad, en el estudio del conocido fotógrafo y retratista madrileño Pedro Martínez de Hebert. En reconocimiento a su talento y aplicación, obtuvo premio en dibujo artístico al finalizar el curso 1880-1881 en aquella escuela.

Cursó posteriormente tres años en la Escuela de la Real Academia de Bellas Artes de San Fernando, complementando su aprendizaje mediante frecuentes visitas al Museo del Prado donde estudió a los grandes maestros, principalmente de la escuela española y de entre todos ellos a Velázquez, de quien siempre sería gran admirador.

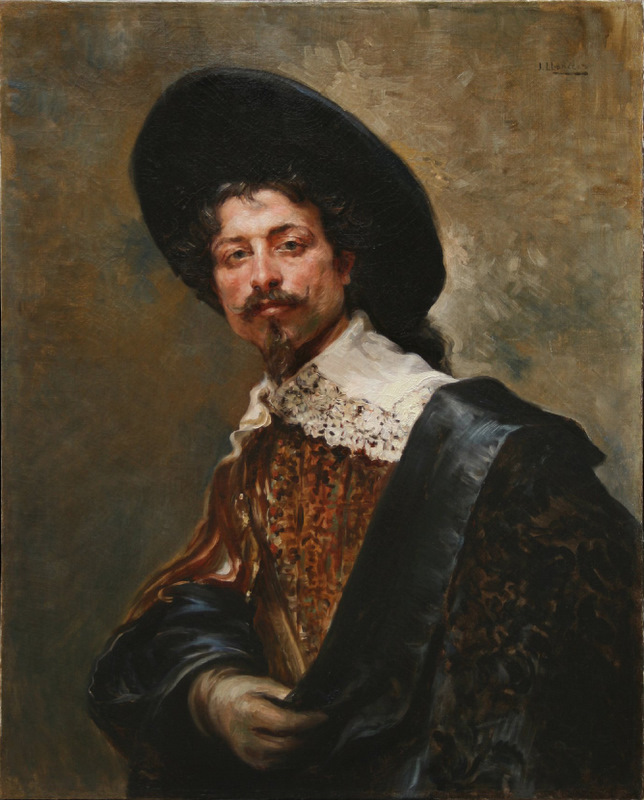
Retrato de Mosquetero. Colección particular, en dep. Museo de Segovia. O/L 95 x 75 cm

En su empeño por viajar a Italia para completar su formación artística, se esforzó en la elaboración de un cuadro (Una nereida) que presentar al concurso abierto por la Diputación Provincial para cubrir una plaza de pensionado en Roma, con resultado tan exitoso que finalmente optó por su venta a muy elevado precio, renunciando con ello a su participación en el concurso y posible viaje a la ciudad italiana. Contando dieciocho años de edad, y animado por ese éxito, se volcó en la producción de obras en el estudio que ya había tomado y empezó a vender, con la ayuda en un principio del marqués de Castrillo, gran aficionado al arte y que vería en él sus grandes dotes para la pintura. Sus obras fueron cada vez más relevantes, comenzando a ser reconocido y apreciado como artista.
En 1884 tomó parte en la Exposición Nacional de Bellas Artes con la obra Gladiadores antes del combate, y en noviembre de ese mismo año en la Exposición Literario Artística promovida por la Sociedad de Escritores y Artistas, en Madrid, con su cuadro En la fuente, obteniendo por él muy buena crítica.

### Estancia en París
A los veintitrés años de edad, en 1888, fue a París, y lo que en un principio iba a ser tan solo un viaje de dos o tres semanas se convirtió en una estancia de varios años, al observar que los cuadros que allí pintaba, en el estudio de un amigo con quien se alojaba, los vendía con facilidad y a buen precio. Así, estableció estudio en la Villa des Arts, edificio próximo al barrio de Montmartre, entablando contactos con la colonia de artistas españoles allí destacados. Junto con los pintores Francisco Domingo Marqués y Máximo Juderías Caballero se especializó, además de en retratos, en cuadros de género y de personajes ataviados al estilo y moda de los siglos XVII y XVIII (escenas de casacón), temática entonces con gran éxito comercial y que le lanzó a la fama.

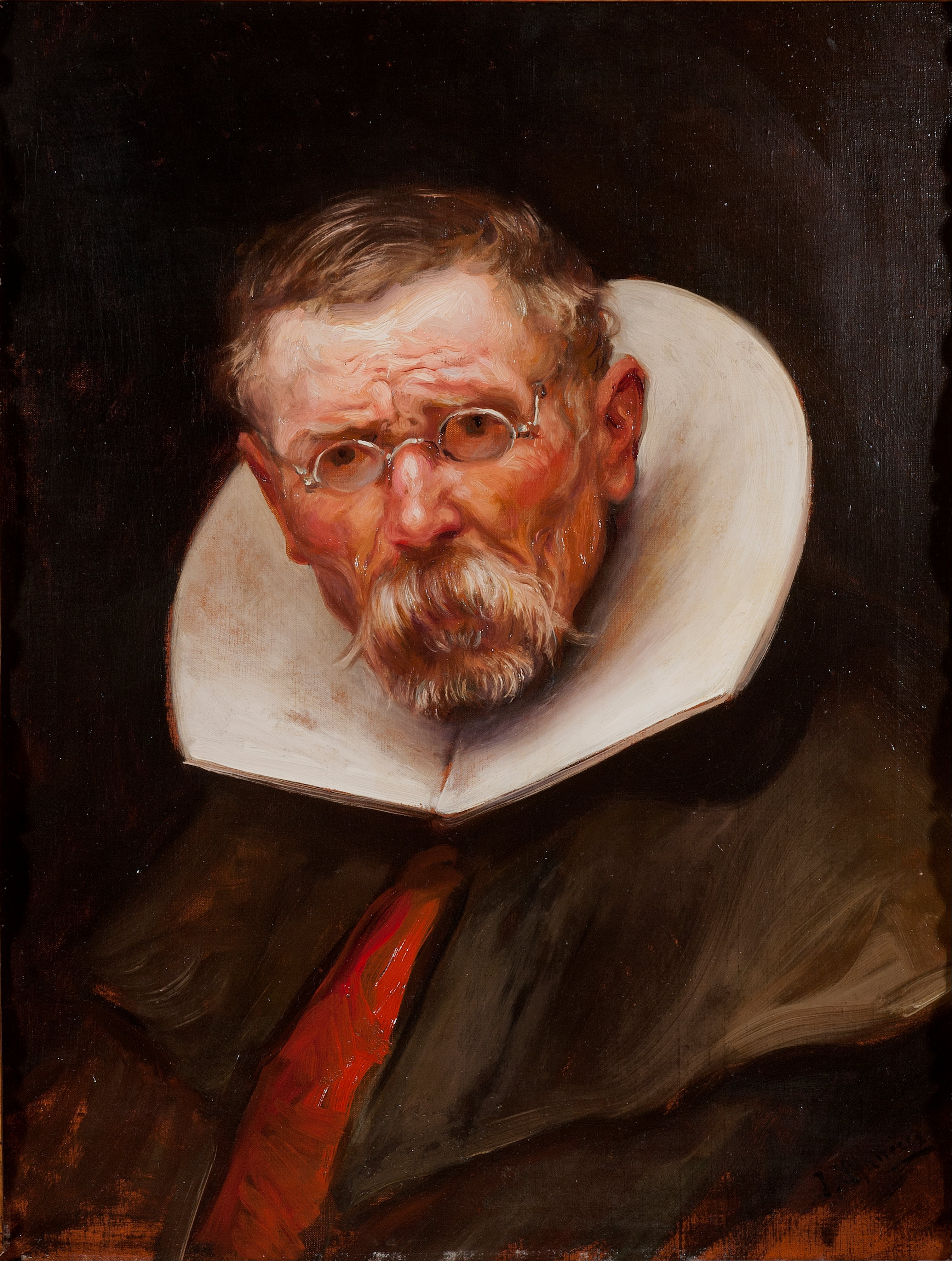
Retrato de anciano vestido a la moda de Felipe IV. Colecc. Fund. Banco Santander. Madrid. O/L 60 x 56 cm

Sus cuadros fueron seleccionados ya en 1889 para participar tanto en el Salón de París (con Partida de dados y Retrato de dama) como en la Exposición Universal (con El borracho), consiguiendo el joven pintor alcanzar desde un primer momento, y durante los años de permanencia en la capital francesa, un elevado prestigio como artista. 

Sus obras obtenían muy buena aceptación por parte de la crítica, y participaba activamente en la vida sociocultural de la época como notable integrante del grupo de artistas españoles afincados en Francia. Fue frecuente su presencia en recepciones oficiales y actos culturales canalizados muchos de ellos por la Embajada española, participando también en exposiciones o donaciones altruistas de obras en favor de víctimas como las del desastre del río Amarguillo (septiembre de 1891), o las de la guerra de Cuba (diciembre de 1896). 

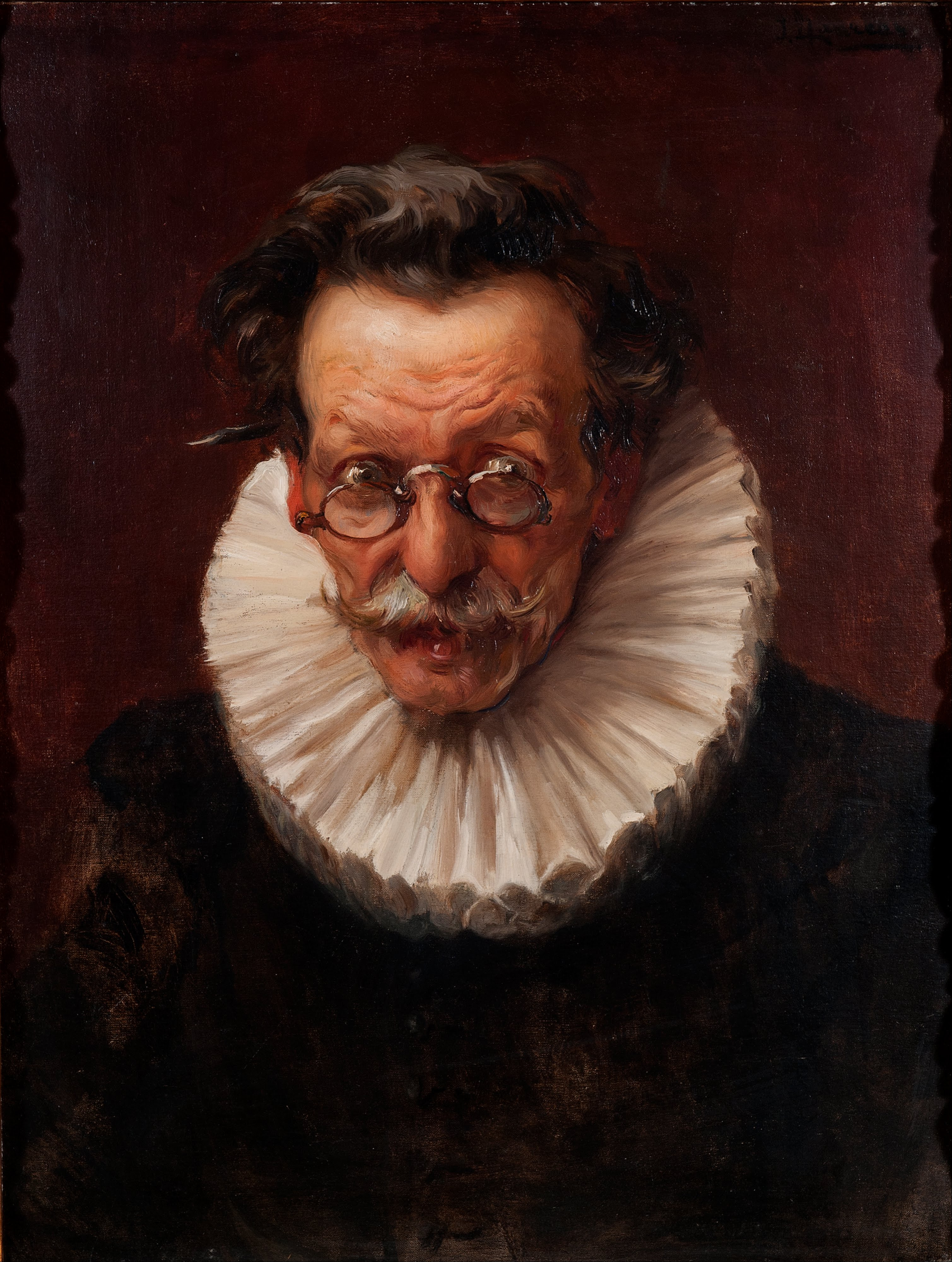
Retrato de anciano vestido a la moda de Felipe III. Colecc. Fund. Banco Santander. Madrid. O/L 60 x 56 cm

En junio de 1894, Llaneces regaló a la Diputación de Navarra un Retrato de Sarasate, representando a su gran amigo, el afamado compositor y violinista, de cuerpo entero (actualmente expuesto en el Museo Pablo Sarasate, de Pamplona). En octubre de 1894 fue condecorado, a instancias del embajador español en Francia, Fernando León y Castillo, con la Cruz de Caballero de la Orden de Carlos III, en reconocimiento a sus notables servicios prestados como artista en el extranjero.
Su etapa de residencia en París la alternó con frecuentes y en ocasiones prolongadas estancias en España, que aprovechaba principalmente para vincularse con los círculos artísticos nacionales, tomar contacto y realizar encargos de clientela española o dar a conocer su obra, bien a través de exposiciones o en estudio instalado de manera provisional (así, el de la calle Arrieta, en Madrid, en 1897).
El 9 de julio de 1898, a los treinta y tres años, se casó con María Suárez y Barajas en la parroquia madrileña de San Sebastián, partiendo ese mismo día en el expreso hacia su residencia de París.
Desdeñoso con las grandes exposiciones oficiales, y salvo en sus años de mayor juventud, nunca participó en los concursos de las Nacionales de Bellas Artes opinando que, “cuando no se aspira a favores oficiales, la mejor medalla es una buena venta en el estudio a un aficionado inteligente”. Sí que concurrió con frecuencia a las exposiciones bienales promovidas por el Círculo de Bellas Artes, entidad cultural a la que Llaneces llegaría a estar muy vinculado principalmente al retornar a España en años posteriores. En ellas participaría durante aquella época al menos en la de 1891 (con tres cuadros, Retrato de señora, La partida de dados, y Un bebedor) y en 1896 (con El sacamuelas, y Una fragua).

En la exposición del Círculo de Bellas Artes inaugurada en mayo de 1898 (Palacio de Cristal del Retiro, donde acudió con los cuadros Busto de mujer y Cabeza de viejo), Llaneces hizo por primera vez públicas sus aptitudes también como escultor, con la presentación de varios bocetos entre los que la crítica destacó un bronce representando una Cabeza de viejo. Desde entonces, y aun cuando siempre dio prioridad a su faceta de pintor, combinó en su producción ambas actividades.

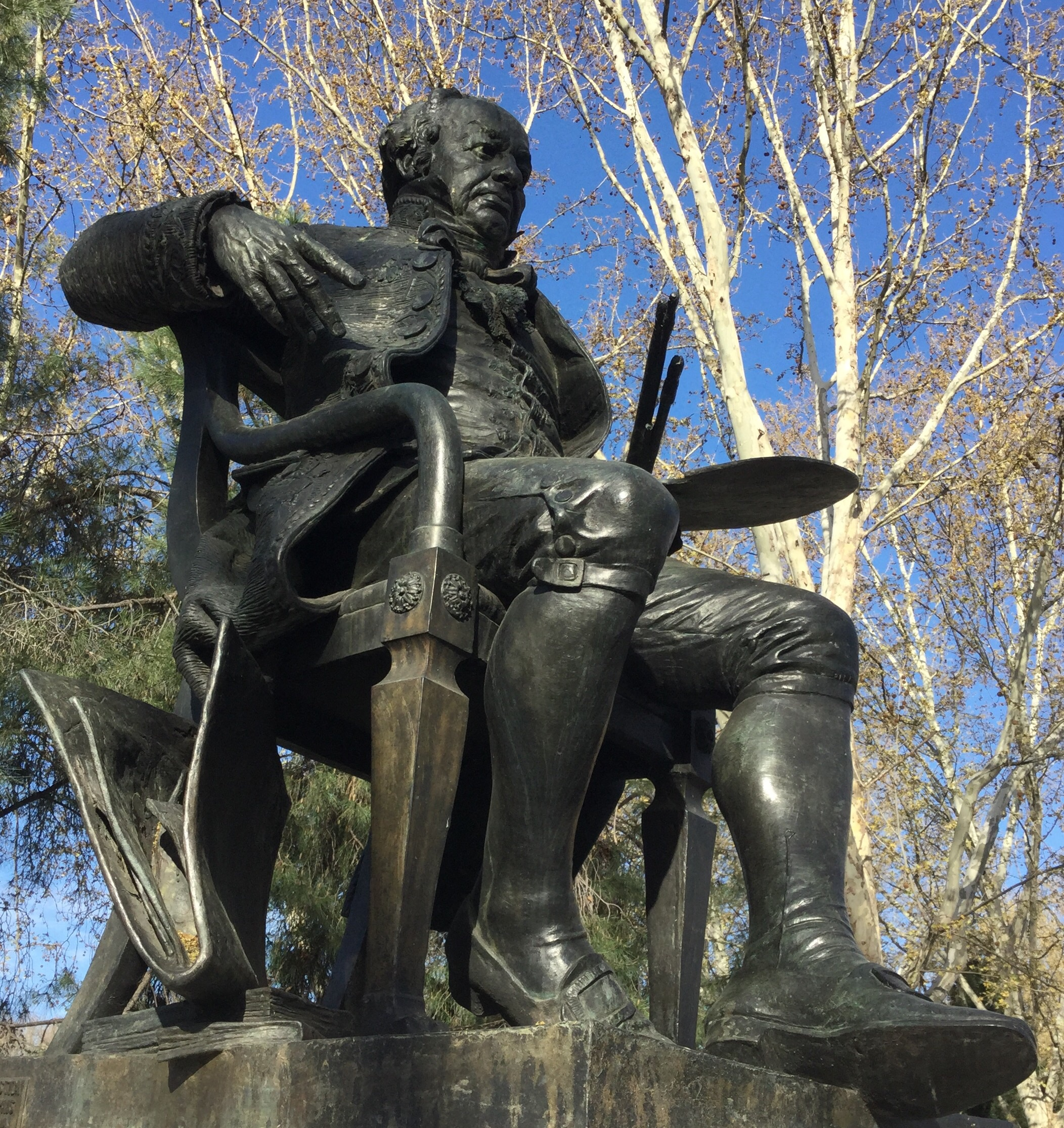
Estatua sedente de Goya. Madrid. Bronce

Así, en el Salón de París de 1900, Llaneces participó con una estatua en yeso de Goya, que aunque luego no llegó a ser admitida por el jurado para la otra gran exposición de ese mismo año en la capital francesa (la Exposición Universal), sí que obtuvo buenos elogios por parte de la crítica tanto francesa como española.
En la Exposición Universal, no obstante, participó en la sección de pintura con otro Retrato de Sarasate, al frente de la orquesta de Saint-James Hall de Londres, por el que obtuvo Medalla de Bronce (adquirido en 1948 por el Ayuntamiento de Pamplona; cuadro excepcional para algunos que hubiera merecido mayor galardón, aunque también denostado por otros, como lo fuera por el pintor Aureliano de Beruete). Junto con los otros pintores de representación española premiados, Sorolla y Santiago Arcos, Llaneces fue condecorado como Caballero de la Legión de Honor francesa por su participación en ese evento.
En 1901 envió desde París, donándola al Estado, su estatua sedente de Goya, fundida en bronce a sus expensas y que se ubicó primeramente, en agosto de 1904, en la escalinata del Museo del Prado (luego sería trasladada a la Casa de la Villa y, con posterioridad, frente a la ermita de San Antonio de la Florida, en Madrid).
En mayo de 1901, junto con otros pintores, escultores, grabadores y dibujantes, había participado en la constitución, en la capital francesa, de la Asociación de Artistas Españoles residentes en París, dedicada principalmente a realizar exposiciones de promoción de su arte. Llaneces formó parte de su Junta Directiva hasta noviembre de 1903, ostentando el cargo de Secretario. La primera de estas exposiciones se inauguró en abril de 1902, en la galería Simonson de París, acudiendo él con sus lienzos Un mal torero, Luchadores de pulso, y Coqueteo, así como con el boceto de un candelabro, en escultura. En una segunda exposición (en las galerías Durand, en marzo de 1903), también participó como expositor.

### Retorno a España

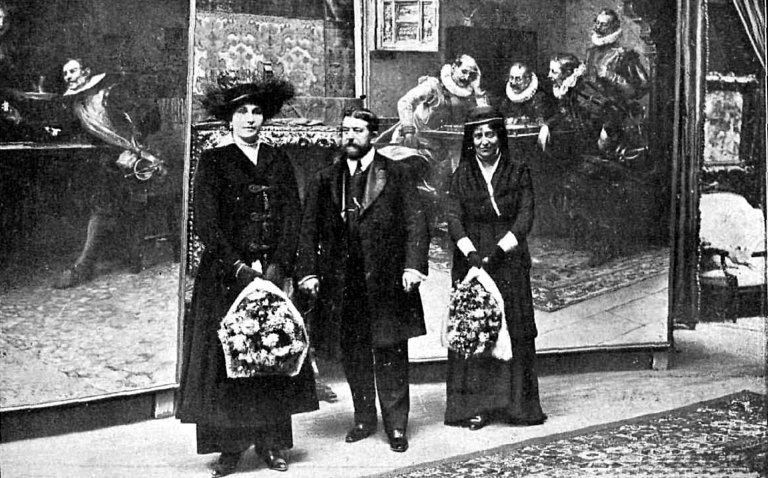
Llaneces en su estudio con la reina Victoria Eugenia y la condesa del Puerto (1915).

A comienzos del siglo XX, bajo la protección de la reina María Cristina, regresó definitivamente a España, continuando su labor pictórica a través de numerosos retratos para la Casa Real y para otros personajes distinguidos, combinados con pintura de paisajes, bodegones y otros de escenas populares y costumbristas. Su relación de amistad con el pintor valenciano Francisco Domingo Marqués, ya desde sus años de residencia en París, le había permitido introducirse en el mercado latinoamericano, concretamente el bonaerense.

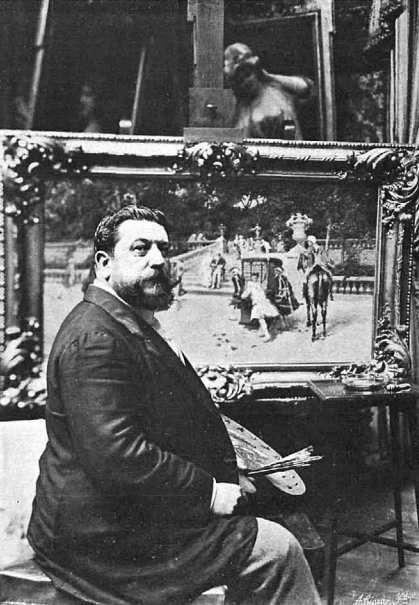
Llaneces en su estudio (1909).

Así, las dos grandes y únicas exposiciones individuales de Llaneces realizadas fuera de su estudio se verificaron en la República Argentina, en ambos casos con celebradas preexposiciones de las obras en Madrid, en su estudio de la calle Villanueva n.º 6. La primera de ellas la organizaron amistades y admiradores del artista en 1907, en el Salón Witcomb de Buenos Aires, con 38 cuadros expuestos; y la segunda en 1909 y en la misma ciudad, con cerca de sesenta obras. A esta última asistió personalmente el pintor, obteniendo de su viaje, además de un completo éxito de ventas y amplio reconocimiento de la crítica argentina, buen número de encargos pictóricos y escultóricos que iría realizando a lo largo de los años sucesivos, como el del Mausoleo del general Manuel J. Campos, destinado al cementerio de La Recoleta (1912), o el grupo escultórico en mármol La Caridad, para la Caja Municipal de Ahorros de Buenos Aires (1912).

También el prestigioso Jockey Club de Buenos Aires le encargó, con posterioridad, un conjunto de lienzos para la decoración de su gran salón de juego, que el artista elaboró representando en cada uno de ellos una escena de juego presentada por personajes a la moda del siglo XVII, muy característicos en su producción (Juego de dados, Juego de damas, Juego de dominó, Juego de cartas, Juego de manos, y Juego de ajedrez). De manera previa a su envío a la República Argentina, y ya en su estudio de la calle Lista de Madrid, Llaneces organizó en marzo de 1915 otra amplia exposición con esos seis cuadros y otras obras de su producción, presentación que sería muy exitosa y muy difundida también por la asistencia a ella de las dos reinas, Victoria Eugenia y María Cristina. Probablemente estos lienzos quedaron destruidos en el incendio de la antigua sede social del Jockey Club de la calle Florida, el 15 de abril de 1953.

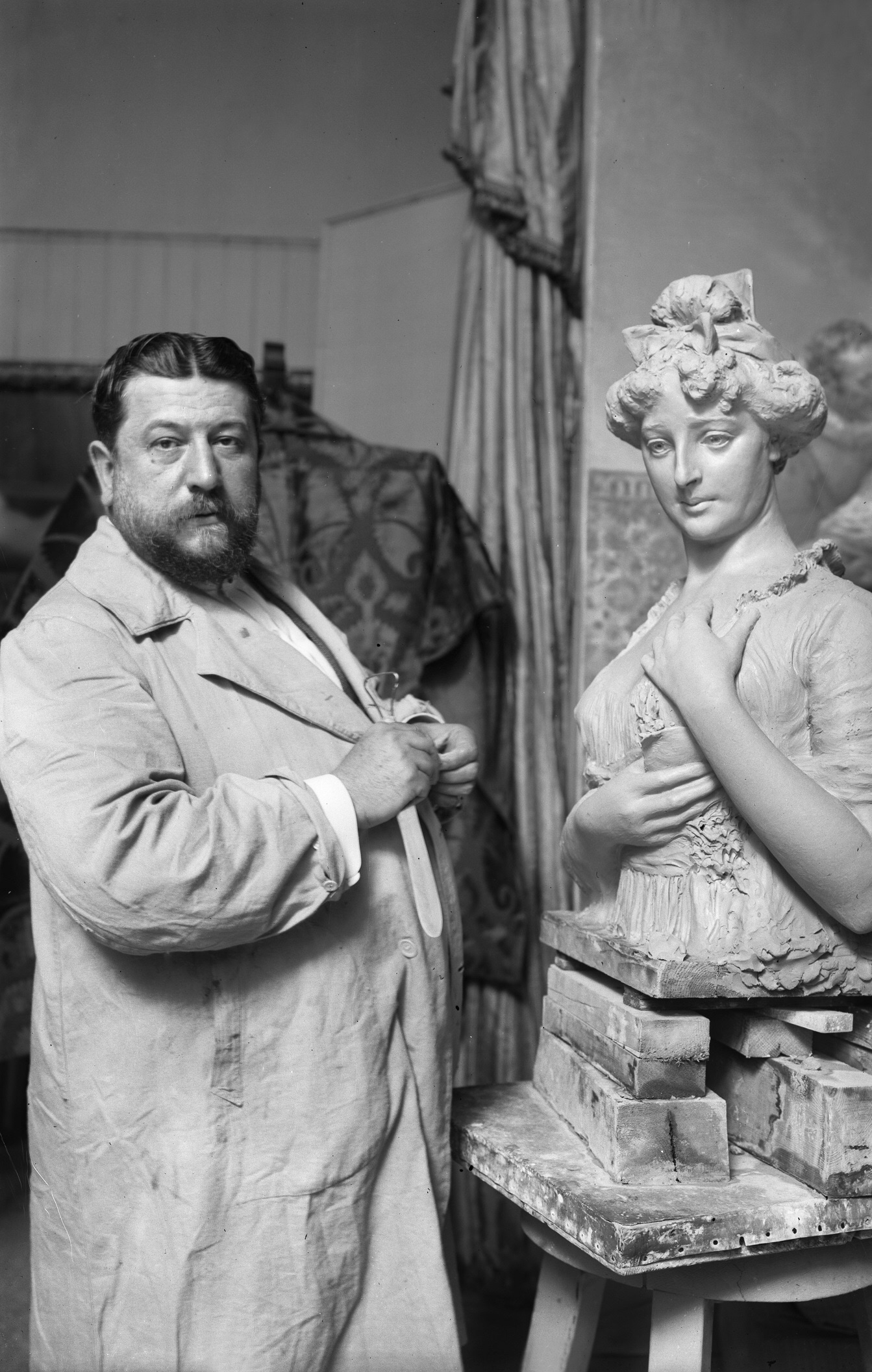
Llaneces en su estudio (1915).

Teniendo algo perturbadas sus facultades mentales tras una pertinaz neurastenia, el 10 de diciembre de 1919 se suicidó en su estudio de la calle Lista n.º 24 de Madrid, disparándose un tiro en la cabeza. Fue enterrado en el cementerio de Nuestra Señora de la Almudena.
El 17 de marzo de 1920, con la asistencia de la reina madre María Cristina, se inauguró en uno de los patios del ministerio de Estado una exposición con toda la obra de estudio que dejó, como único patrimonio, el fallecido artista (se reunieron 121 cuadros), siendo el producto de su venta en beneficio de su viuda e hijos.
En 1925, en el VI Salón de Otoño organizado por la Asociación de Pintores y Escultores (palacio de Exposiciones del Retiro, en Madrid) se le rindió homenaje con una exposición póstuma de su obra, estableciéndose para ello una sala especial con algo más de una docena de pinturas. También en el celebrado en octubre de 1927 (VII Salón de Otoño, en el Palacio de Cristal del Retiro, de Madrid) se dedicó una sección retrospectiva al arte de Llaneces, exhibiéndose dieciséis de sus cuadros.

## Obra y estilo
La obra pictórica de José Llaneces ha de clasificarse en todo caso dentro del figurativismo y a él, fundamentalmente, como artista de género que optó de manera clara por el continuismo con las líneas tradicionales academicistas, frente a las corrientes más innovadoras o transgresoras surgidas a finales del siglo XIX y principios del XX, que intencionadamente rechazó.
Fue un artista ecléctico, observándose en el conjunto de su producción influencias resolutivas tanto de los pintores del barroco español como de los antiguos flamencos y holandeses, pero también de la pintura francesa de los siglos XVIII y XIX y, más próximo a él, de la obra del español Mariano Fortuny.
La principal peculiaridad que subyace del análisis general de la pintura de Llaneces es la multiplicidad de géneros abordados. Es muy dispersa tanto en asuntos como en tratamientos, prevaleciendo en ella el cuidado y escrupulosidad por el detalle y la vigorosidad de colorido. Uno de los principales valores que aporta este artista es la adecuada expresión de las fisonomías y el movimiento y animación que da a las figuras, así como su acertada colocación en el lienzo. Todo ello dentro de un estilo amable y elegante, de sencilla y armoniosa composición.
En cuanto a asuntos, y además de tratar con notable maestría otros como el paisaje o los bodegones, Llaneces se especializó fundamentalmente en el retrato y en las escenas costumbristas, llevadas en muchos casos a una ambientación arcaica con personajes vestidos a la moda de siglos anteriores. Destacan sus cabezas de estudio de sujetos del siglo XVII, o las escenas de mosqueteros en tabernas y hospederías y las de otros protagonistas ambientados en parajes versallescos. Este género de pintura, denominado de casacón, muy de moda entre los pintores de la segunda mitad del siglo XIX aunque agotado en su última década, tuvo en Llaneces a uno de sus últimos defensores, por lo que fue criticado por sus contemporáneos, restándole ello una buena parte de su prestigio como excelente artista dentro de su tiempo.
En escultura, su obra se sitúa dentro del realismo decimonónico, con influencias del gran maestro y amigo personal Mariano Benlliure.

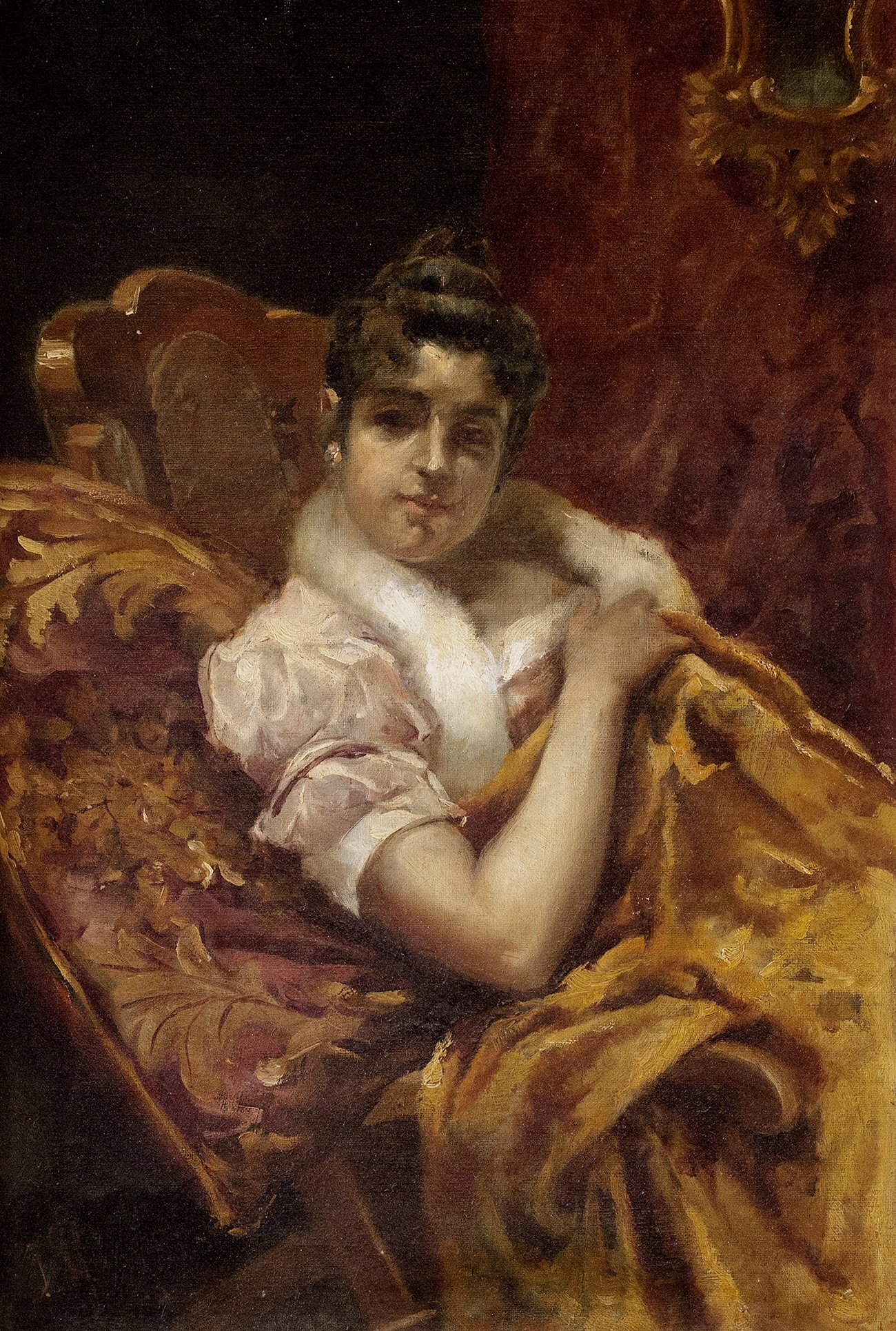
Después del baile. Colección particular, en dep. Museo de Segovia. O/L 56 x 32 cm.
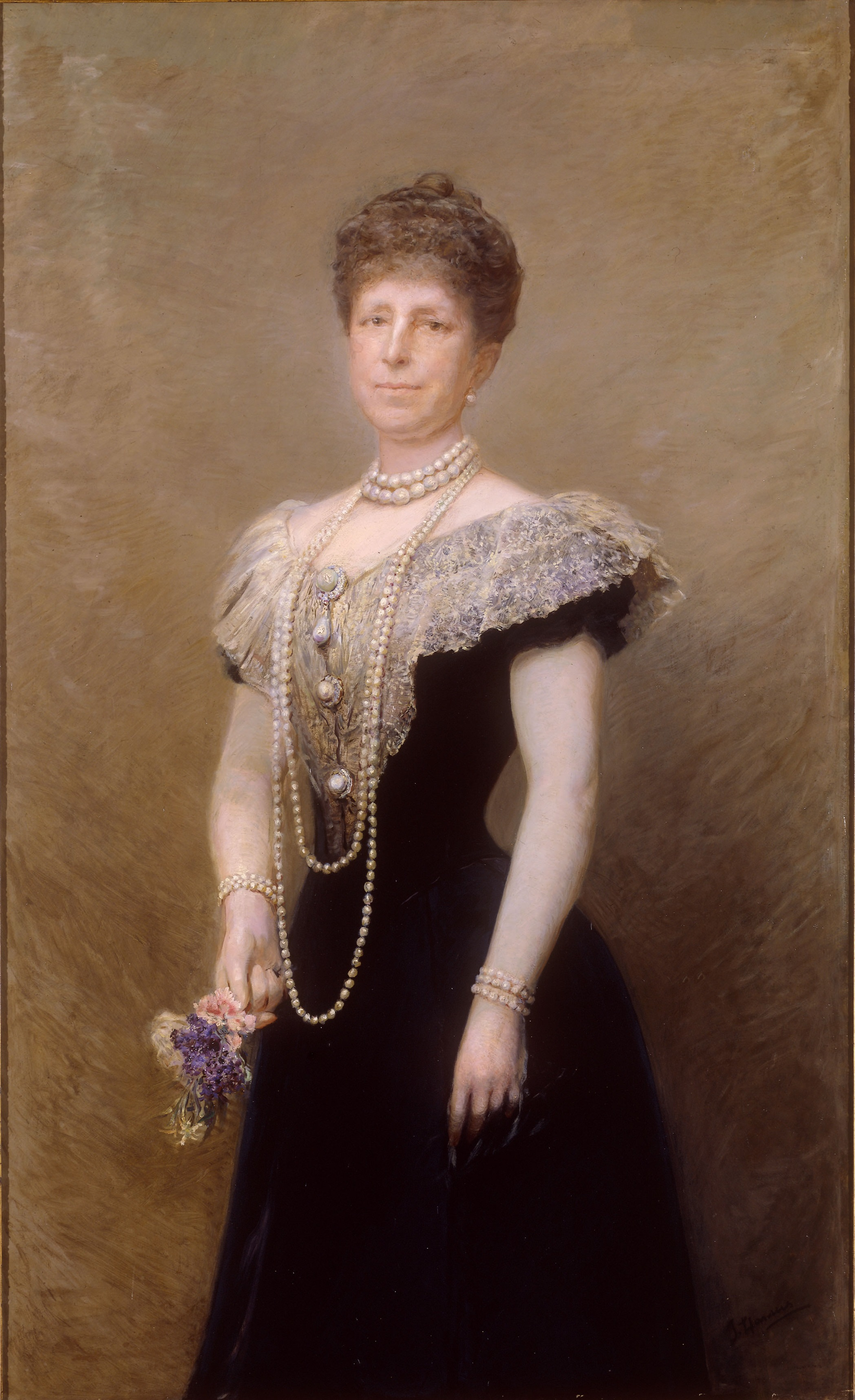
Retrato de la reina Mª Cristina de Habsburgo. Colecc. Senado. Madrid. O/L 142 x 88 cm.
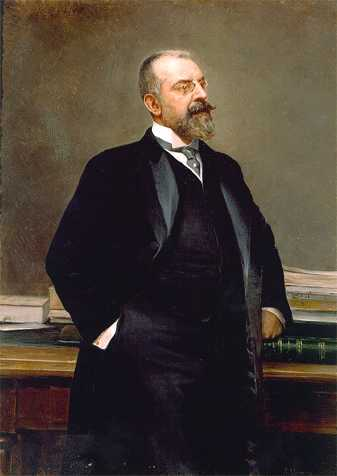
Retrato del ministro Augusto González Besada. Colecc. Mº Economía. Madrid. O/L 132 x 96 cm.
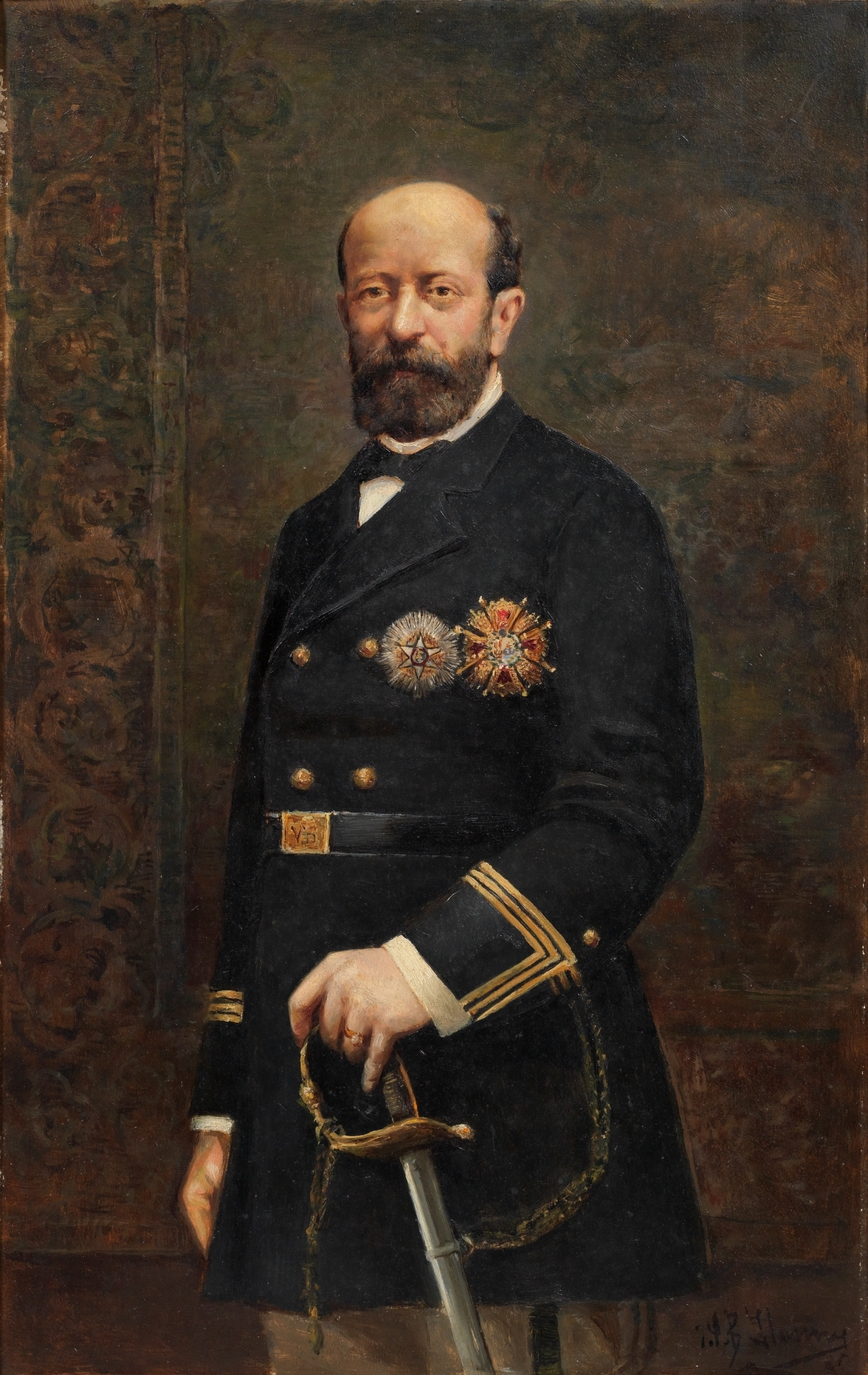
Retrato de un oficial de Marina. Museo del Prado. Madrid. O/T 45 x 29 cm.
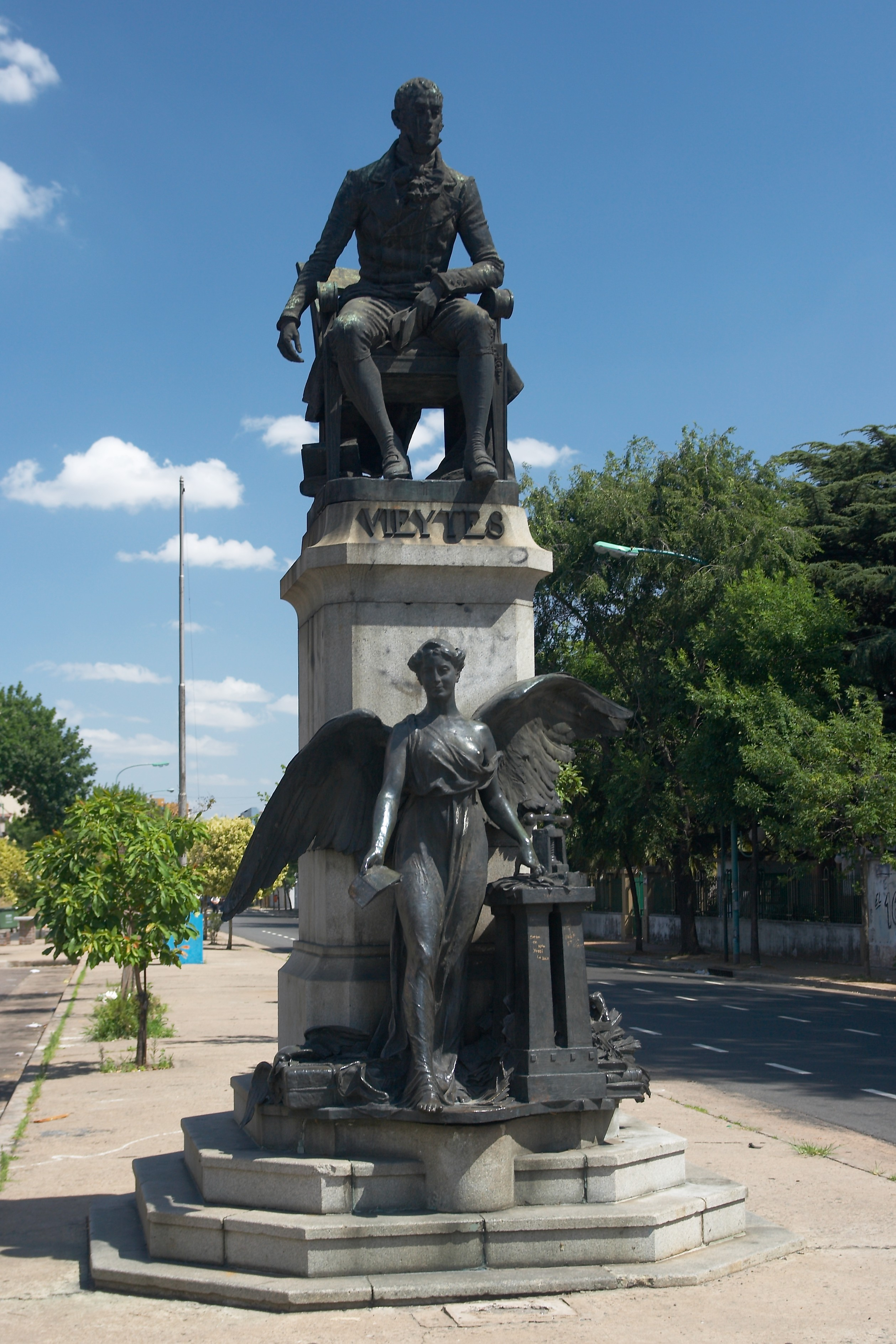
Monumento al prócer J. Hipólito Vieytes. Ciudad de Buenos Aires (Argentina). Bronce.
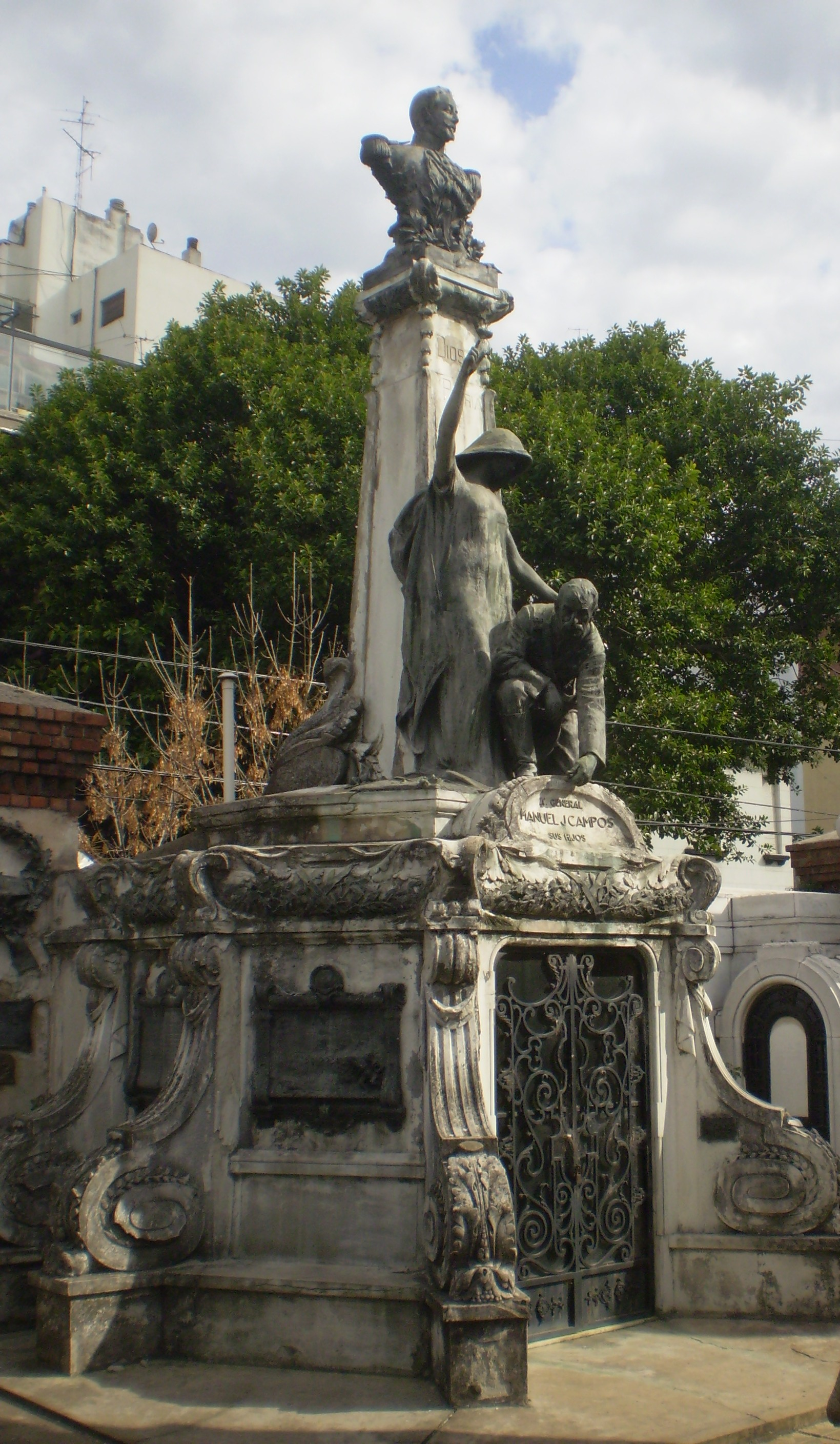
Mausoleo del general Manuel J. Campos. Cementerio de la Recoleta, B. Aires (Argentina). Bronce.